# Emma Laine
Emma Johanna Laine (Karlstad, 1986. március 26. –) finn teniszezőnő.
2004–2019 közötti profi pályafutása során 11 egyéni és 44 páros ITF-tornát nyert meg. Legjobb egyéni világranglista-helyezése ötvenedik volt, ezt 2006. augusztus 7-én érte el, párosban 2006. október 30-án a 64. helyre került.
A Grand Slam-tornákon a legjobb eredménye egyéniben a 2. kör, amelyet az Australian Openen, a Roland Garroson és a US Openen is sikerült teljesítenie. Párosban a 3. kör, amelyig 2006-ban Wimbledonban jutott.
2001–2019 között 77 alkalommal szerepelt Finnország Fed-kupa-válogatottjában 56–21-es eredménnyel.
2019 áprilisában jelentette be a visszavonulását. Az utolsó mérkőzését 2019-ben játszotta Finnország Fed-kupa-válogatottjában.

## Eredményei Grand Slam-tornákon

### Egyéniben
| Torna           | 2007   | 2006   | 2005   |
| --------------- | ------ | ------ | ------ |
| Australian Open | 1. kör | 2. kör | -      |
| Roland Garros   | 1. kör | 2. kör | -      |
| Wimbledon       | -      | 1. kör | -      |
| US Open         | -      | 2. kör | 2. kör |

## Év végi világranglista-helyezései
| Év     | 2002 | 2003 | 2004 | 2005 | 2006 | 2007 | 2008 | 2009 | 2010 | 2011 | 2012 | 2013 | 2014 | 2015 | 2016 | 2017 | 2018 |
| Egyéni | 842. | 860. | 165. | 100. | 77.  | 214. | 403. | 371. | 285  | 495. | –    | –    | 537. | –    | 549. | –    | –    |
| Páros  | 977. | 444. | 194. | 182. | 65.  | 89.  | 150. | 177. | 155. | 151. | 599. | 700. | 476. | 621. | 362. | 346. | 316. |